# 貞静学園保育福祉専門学校
貞静学園保育福祉専門学校（ていせいがくえんほいくふくしせんもんがっこう）は、かつて東京都文京区にあった私立専修学校。2009年4月より、短期大学が設置されたため専修学校としての生徒募集は停止され、2010年3月をもって廃止された

## 沿革
- 1930年 - 貞静学園が創設される。
- 1932年 - 貞静幼稚園･同保姆養成所が設置される。
- 1934年 - 貞静学園が財団法人となる。
- 1951年 - 貞静学園が学校法人となる。
- 1955年 - 幼稚園教員養成機関として、当時文部省より認可を受ける。
- 1969年 - 児童福祉法に基づく保母(現 保育士)養成所としての認可をうける。
- 1974年 - 貞静学園保育専門学校に改称。
- 1978年 - 専修学校として認可を受ける。
- 1999年 - 専攻科介護福祉専攻が設置され、貞静学園保育福祉専門学校と改称される。
- 2009年 - 保育学科の生徒募集を停止。
- 2010年 - 廃止認可される。

## 学科
- 保育学科：2009年度より貞静学園短期大学に移行。

## 専攻科
- 介護福祉専攻

## 所在地
- 東京都文京区小日向1-26-13